# Antoniew (gmina)
Antoniew (do 1953 Lubianków, od 1973 Głowno) – dawna gmina wiejska istniejąca w latach 1953–1954 w woj. łódzkim. Siedzibą władz gminy był Antoniew.
Gmina Antoniew powstała 21 września 1953 roku w województwo łódzkim, w powiecie łowickim, kiedy to przemianowano gminę Lubianków na gminę Antoniew. Gmina została zniesiona 29 września 1954 roku wraz z reformą wprowadzającą gromady w miejsce gmin. 
Jednostka została przywrócona 1 stycznia 1973 roku po reaktywowaniu gmin w miejsce gromad, lecz pod nazwą gmina Głowno, z siedzibą władz w Głownie.